# کوکیلای
کوکیلای (به لاتین: Kokkilai) یک منطقهٔ مسکونی در سری‌لانکا است که در ناحیه مولایتیوو واقع شده‌است.